# حسيك بولياني
حسيك بولياني (الاسم العلمي:Arrhenatherum paulianum) هو نوع نباتي يتبع جنس الحسيك من فصيلة النجيلية.